# ماركوس بولمان
ماركوس بولمان (بالألمانية: Markus Bollmann)‏ (6 يناير 1981 ببيكوم في ألمانيا - ) هو لاعب كرة قدم ألماني في مركز الدفاع. لعب مع أرمينيا بيليفيلد وبادربورن 07 ونادي دويسبورغ وأم أس في دويسبورغ II ‏ وSC Wiedenbrück ‏.

## وصلات خارجية
- ماركوس بولمان على موقع قاعدة بيانات كرة القدم.إي يو (الإنجليزية)
- ماركوس بولمان على موقع بيانات كرة القدم. دي إي (الألمانية)
- ماركوس بولمان على موقع Soccerway.com (الإنجليزية)
- ماركوس بولمان على موقع عالم كرة القدم.نت (الإنجليزية)